# 妖怪百姬
《妖怪百姬》是由日本KADOKAWA發行的妖怪题材手機角色扮演游戏，於2014年11月11日發行iOS版、並於同年12月10日發行Android版。而台灣則由辣椒方舟發行，並於2016年1月21日於雙平台上發行。2018年12月28日，台灣伺服器結束營運。遊戲採永久免費商城制、憑依战斗系统。

## 情节与玩法
故事發生於一個人類與妖怪一同和平生活的世界。然而，一天名為賽恩斯的器械軍團入侵，以消滅所有妖怪為目的。玩家扮演一位意外招喚出貓又的男孩，展開一段拯救妖怪的旅程。
本作採用憑依系統，玩家可藉由憑依、妖術等方式來贏得戰鬥。當妖怪的行動條滿時，妖怪便能夠攻擊敵方。而當妖怪進入瀕死状態或者是憑依條滿時、妖怪便能憑依到另一隻妖怪，使之合體。此外當妖怪的妖術條滿時，便能夠發動妖術，而每隻妖怪的妖術皆不相同。

## 开发与发行
製作人來台接受訪問時表示，自己受「鬼太郎」的影響最大，才會接觸更多妖怪著作。另外台版會加入一些獨特的妖怪人物，例如「倩女幽魂 - 小倩」、「虎姑婆」等妖怪，以加深台灣版的特色。
2015年9月，《悠悠哉哉少女日和》的登場人物出現於妖怪百姬，並可供玩家收集，另外還有特別的故事劇情。

## 外部連結
- 官方网站：日本、台湾